# Gerald Baliles
Gerald Lee Baliles, född 8 juli 1940 i Stuart i Patrick County, Virginia, död 29 oktober 2019 i Roanoke, Virginia, var en amerikansk demokratisk politiker. Han var Virginias guvernör 1986–1990.
Baliles avlade sin kandidatexamen vid Wesleyan University och juristexamen vid University of Virginia. Baliles efterträdde 1986 Chuck Robb som guvernör och efterträddes 1990 av Douglas Wilder.
Baliles tillträdde 2006 som direktör för Miller Center vid University of Virginia.
Han träffade sin blivande första fru, Jeannie McPherson, medan han var på Wesleyan, där hon var en doktorand i historia. De skilde sig 1996, och han gifte sig med Robin Deal 2003. Hon överlever honom, liksom två barn från hans första äktenskap, Jonathan Baliles och Laura Baliles Osberger; två styvdöttrar, Katherine Stone Walsh och Danielle Deal Hudak; och fyra barnbarn.